# Hans Joachim von Graevenitz
Hans Joachim Heinrich von Graevenitz (* 27. Juli 1874 auf Gut Schilde, heute Ortsteil von Weisen, Landkreis Prignitz, Brandenburg; † 27. November 1938 auf Gut Quetz, heute Quetzdölsdorf, Ortsteil von Zörbig, Landkreis Anhalt-Bitterfeld) war ein deutscher Verwaltungsjurist, kaiserlich deutscher Unterstaatssekretär und Chef der Reichskanzlei, Landrat des Kreises Westprignitz von 1906 bis 1917 und Gutsherr auf dem 385 ha Gut Quetz.385 ha,

## Herkunft
Er entstammte altem altmärkischen Adel und war der Sohn des Gutsbesitzers Heinrich von Graevenitz (1842–1927), Gutsherr auf Schilde und Erbtruchsess der Kurmark, und der Bertha von Ammon (1844–1929).

## Leben
Bis zum 14. Lebensjahr genoss der Hans-Joachim von Graevenitz Privatunterricht, besuchte danach die Klosterschule Roßleben und bestand hier im Herbst 1893 das Abitur.
Von Graevenitz studierte danach, unterbrochen durch eine Auszeit von einem Jahr wegen einer Lungenkrankheit, 6 Semester Rechts- und Staatswissenschaften in Lausanne, Göttingen und Marburg. 1895 wurde er Mitglied des Corps Saxonia Göttingen. Krankheitsbedingt leistete er keinen Militärdienst.
Nach bestandenem juristischen Staatsexamen und anschließender Referendarzeit wirkte Graevenitz als Hilfsarbeiter am Landratsamt Minden und arbeitete anschließend von 1904 bis 1906 als wissenschaftlicher Hilfsarbeiter im preußischen Finanzministerium, um schließlich von 1906 bis 1917 als Landrat des Kreises Westprignitz mit Sitz in Perleberg tätig zu werden. 1915 bis 1917 war er gleichzeitig als Referent in der „Reichsgetreidestelle“ und der „Reichsstelle für Speisefette“ in Berlin und anschließend im Kriegsernährungsamt unter Georg Michaelis tätig.
Als Michaelis am 14. Juli 1917 überraschend zum deutschen Reichskanzler avancierte, erfolgte die allerdings ganz kurzzeitige Berufung von Graevenitz zum kaiserlich deutschen Unterstaatssekretär und Chef der Reichskanzlei unter Reichskanzler Georg Michaelis. Nach dessen Rücktritt zunächst zur Disposition gestellt, übernahm er 1918 bis 1919 die Leitung der Reichsgetreidestelle. Anschließend ließ sich Hans Joachim von Graevenitz pensionieren. Sein Amt als Landrat des Kreises Westprignitz hatte Hans Joachim von Graevenitz, in den letzten Jahren mehr nominell, bis zu seiner Berufung als Unterstaatssekretär, inne. Im Amt als Landrat des Kreises Westprignitz folgte ihm sein jüngerer Bruder Hartwig von Graevenitz nach.
Graevenitz war Rechtsritter des Johanniterordens.

## Ehe und Nachkommen
Graevenitz heiratete am 26. August 1910 auf Gut Rühstädt (Landkreis Westprignitz) Magdalene von Jagow (* 26. August 1890 auf  Rühstädt; † 4. April 1990 in Brühl), die Tochter des königlich preußischen Rittmeisters a. D. Günther von Jagow (1847–1928), Fideikommissherr auf Rühstädt und anderen sowie Erbjägermeister der Kurmark, und der Anna Gräfin von Perponcher-Sedlnitzky (1855–1922). Er wurde dadurch mit dem jüngeren Bruder seines Schwiegervaters, Gottlieb von Jagow verschwägert, der von 1913 bis 1916 deutscher Außenminister war.
Das Ehepaar von Graevenitz hatte den Sohn Hellmuth (1911–1947), der in sowjetischer Gefangenschaft im Speziallager Nr. 2 in Buchenwald umkam, und eine Tochter Annaluise (* 1913), die mit dem Fabrikanten Gustav Mengel liiert war und mit ihm lange bei Köthen/Anhalt lebte.